# Cervejas de Moçambique
Cervejas de Moçambique (CDM) ist ein Brauerei-Konzern aus Mosambik. Er hat seinen Sitz in der Rua do Jardim Nummer 1329, in der Hauptstadt Maputo.
Die CDM gehört zum SABMiller-Braukonzern und besitzt alle wichtigen mosambikanischen Biermarken. Sie hält damit über 90 % Marktanteil im Land. Sie braut jährlich über 2 Mio. Hektoliter Bier an ihren vier Produktionsstandorten in Maputo (zwei), Beira und Nampula.

## Geschichte
Das Unternehmen wurde 1995 gegründet, nach dem Ende der Volksrepublik Mosambik (1990) und dem folgenden marktwirtschaftlichen Umbau. Der südafrikanisch-US-amerikanische Konzern SABMiller übernahm dabei 49,1 % und die Unternehmensleitung. Das Unternehmen wurde gebildet aus der 1962 in Maputo gegründeten und nach der Unabhängigkeit 1975 verstaatlichten Brauerei 2M und der 1959 entstandenen und ebenfalls nach 1975 verstaatlichten Manica-Brauerei aus Beira.
Zudem übernahm die CDM 2001 die traditionsreiche Laurentina, die 1932 als erste Brauerei Mosambiks entstanden war und lange Marktführer blieb, bis zu ihrem Niedergang nach 1975. Damit gehören der CDM nun alle bekannten mosambikanischen Biermarken. Es folgten Modernisierungen an den Anlagen in Maputo und der 2009 durch das deutsche Unternehmen Krones durchgeführte Neubau einer modernen Brauerei in Nampula, im Norden des Landes.
2012 führte die CDM das Impala-Bier ein, das weltweit erste industriell hergestellte Bier aus Maniok. Dies sollte die Landwirtschaft des Landes stützen und die Einfuhrabhängigkeit reduzieren, und zudem ein günstigeres Bier auf den Markt bringen. Für die Herstellung in Nampula wird vornehmlich bei regionalen Kleinbauern gekauft, die sich bis dahin mit nicht abzusetzenden Produktionsüberschüssen konfrontiert sahen. 2015 lieferten etwa 7.500 Familienbetriebe der Region Maniok an Impala.
2013 erweiterte CDM ihre Fabrik in Beira und steigerte die Manica-Produktion von 35 auf 41 Hektoliter.

## Produkte

### Bier

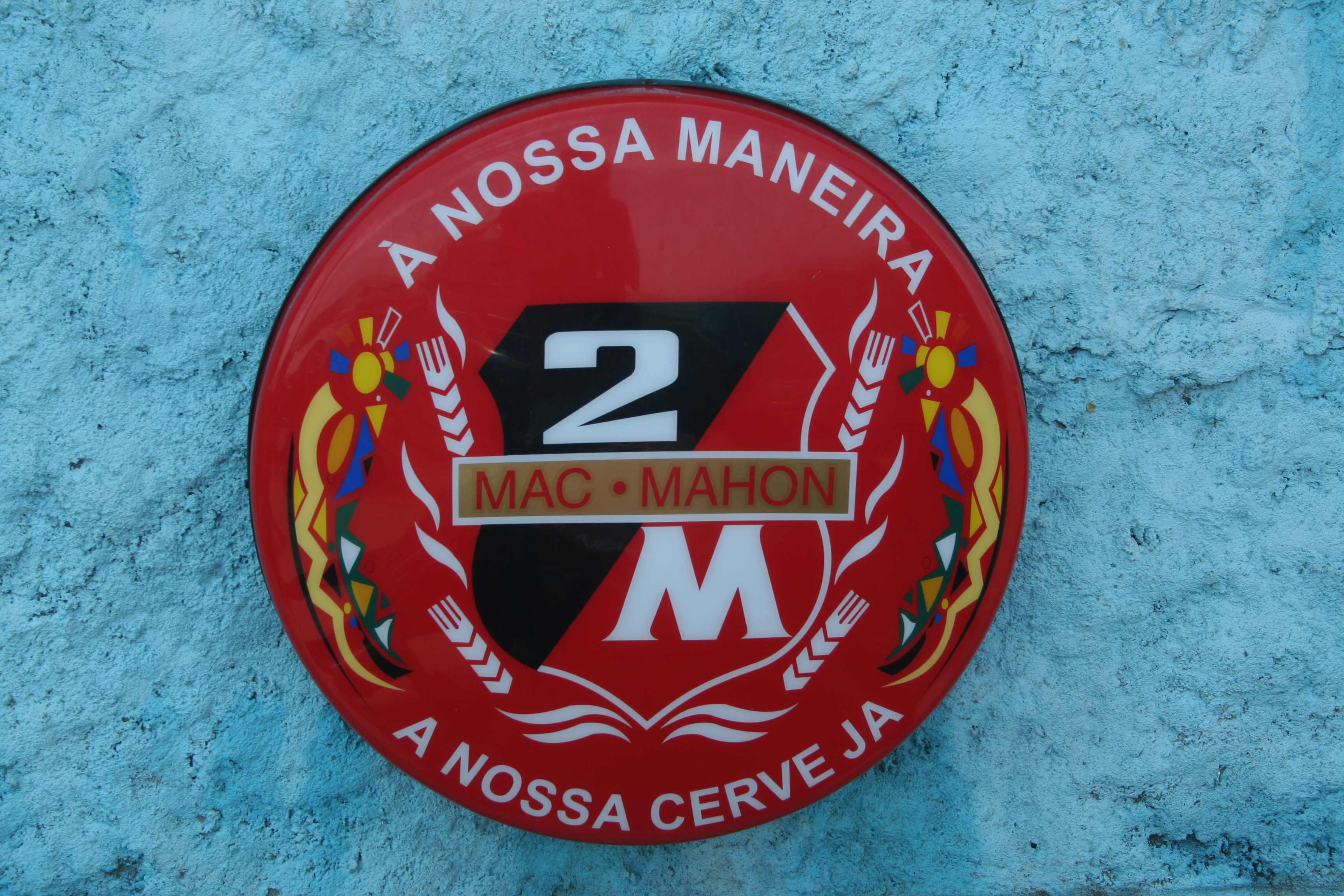
Logo der bekanntesten Biermarke der Brauerei, 2M.

Folgende mosambikanischen Marken gehören zur CDM:
- 2M
- Laurentina
  - Laurentina Clara
  - Laurentina Preta
  - Laurentina Premium
- Manica
- Impala (erstes Maniok-Bier der Welt)
- Raiz (decontinued)
- Dourada

Dazu braut sie in Lizenz Biere anderer Marken, insbesondere:
- Barons
- Redds
- Castle
  - Castle Milk Stout (Südafrika)
  - Castle Lite
- Carling Black Label

Daneben stellt sie an zwei Standpunkten auch Chibuku her, ein traditionelles Maisbier.

### Weiteres
Die CDM unterhält einen Wein-Handel und vertreibt eine Reihe Spirituosen.
Neben ihren vier Produktionsstätten verfügt sie über sieben Großhandels-Verkaufsstätten im Land.